# Ectinorus ineptus
Ectinorus ineptus är en loppart som beskrevs av Johnson 1957. Ectinorus ineptus ingår i släktet Ectinorus och familjen Rhopalopsyllidae. Inga underarter finns listade i Catalogue of Life.